# Økonomichef
En Økonomichef bliver oftest kaldt regnskabschef. Det er svært at skelne mellem de to termer, der er dog en afgørende forskel.
For at afgøre forskellen skal der undersøges nærmere, hvad regnskab er, og ligeledes hvad økonomi er.

## Regnskab
Per definition indebærer regnskab at forbedre registrering af regnskab og forstå og analysere regnskabet. Regnskab som disciplin kan spores hele 7000 år tilbage
. Mange betegner regnskab som en finanseringsoversigt hvor man kan give et overblik til andre berørte parter om hvorvidt virksomheden er sund og har en stærk økonomi. Regnskab er en kommunikationstilgang og giver en måde at visualisere en virksomheds sundhed på.

## Økonomi
Økonomi er per definition en undersøgelse, der beskæftiger sig med spørgsmålet om knaphed. Undersøgelsen indebærer tjenesteydelser, produktion, distribution og forbrug af varer. Økonomiens hovedformål er, at forstå mekanismen bag økonomiens funktionalitet og hvordan de økonomiske variabler interagerer med hinanden.Økonomi
Økonomi kan opdeles i to mindre begreber: mikro -og makroøkonomi.
To hovedbegreber i økonomidisciplinen er rationalitet og bruge fornuften. Dette er som regel en tilgang man tilegner sig med erfaring indenfor faget.
Økonomi er meget udbredt i det private. Dette begreb bliver hyppigt brugt til at få familier til at indse at der skal anvendes bestemte midler for at imødegå de begrænsede ressourcer til rådighed.
For at opsummerer kan det konkluderes at:
modsat regnskab, bruger økonomi primært antagelser som hovedværktøj, mens regnskab er i den tekniske boldbane og gør brug af analyser og regnskabsforståelse.
Derudover er der også en betydelig forskel mellem en økonomichef og en bogholder.
Forskellen ses primært i arbejdsopgaver hvor man som bogholder står med regnskab/finans, Debitorer, Kreditorer, Afstemninger, Skat og moms og øvrige indberetninger og meget mere. En bogholder kan sammenlignes med en regnskabschef, da de som udgangspunkt bruger de samme metoder i deres tilgang til regnskab og finans.
Modsat en regnskabschef og en bogholder, laver en økonomichef langt fra det samme. En økonomichef budgettere, laver månedsafslutninger, månedsopfølgninger og periode- og årsregnskaber . Her bliver der igen taget udgangspunkt i rationalitet og logik for at imødekomme de finansielle behov en virksomhed har og hvad der er realistisk i den sammenhæng.